# Affaire Sokal
Pour les articles homonymes, voir Sokal.

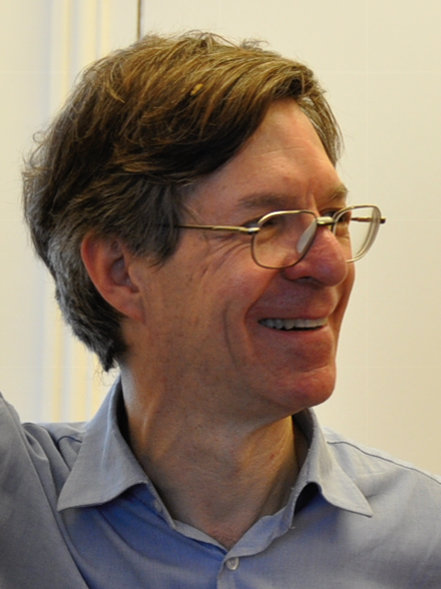
Prof. Alan Sokal, physicien et épistémologue américain.

L’affaire Sokal a pour origine la publication dans la revue Social Text d'un article du physicien Alan Sokal qui s'avéra ensuite être un canular. L'expression fait référence à toutes les controverses qui en résultèrent.
Social Text est une revue d'études culturelles postmoderne, chef de file dans son domaine, publiée par l'université Duke. En 1996, Alan Sokal, professeur de physique à l'université de New York, soumet un texte pseudo-scientifique à la revue dans le cadre d'une expérience visant selon lui à « publier un article généreusement assaisonné de non-sens qui (a) sonne bien et (b) flatte les préconceptions idéologiques des éditeurs » et à voir si les éditeurs accepteraient l'article proposé.
L'article, intitulé « Transgresser les frontières : vers une herméneutique transformative de la gravitation quantique », est publié au milieu de 1996 dans le numéro intitulé « Science Wars » de Social Text sans avoir subi préalablement un processus d'examen par les pairs de l'auteur ou avoir été soumis à une quelconque critique externe. Le jour de sa publication, Sokal annonce dans le magazine Lingua Franca que l'article est un canular. Estimant que l'absurdité de son article était évidente, Sokal en conclut que la revue méconnaît les règles de la rigueur intellectuelle puisqu'elle « s'est permis de publier un article sur la physique quantique sans prendre la précaution de consulter un spécialiste du domaine ».

## Article

### Thèse
Affirmant que la théorie quantique a des implications politiques progressistes, l'article indique que les concepts « New Age » du champ morphogénétique pourraient être une théorie de pointe en gravité quantique et conclut que puisque la réalité « physique […] est à la base une construction sociale et linguistique », alors « une science libératrice » et « des mathématiques émancipatrices » devraient être développées afin d'abandonner « les canons de la caste d'élites de la science dure » au profit d' « une science postmoderne [qui] offre le puissant appui intellectuel au projet de politique progressiste ».
Cette argumentation parodie l'appropriation de la physique du XXe siècle par des penseurs postmodernes, et aussi l'amalgame qu'ils font entre certaines branches de la science (mécanique quantique) et de pseudo-science (champ morphogénétique). On trouve aussi quelques piques contre les vulgarisateurs scientifiques abusant de la présentation des curiosités les plus improbables d'une théorie (par exemple le trou de ver en relativité générale) au lieu de se concentrer sur les cas les plus utiles.
Même s'il s'éparpille dans des considérations sur de nombreux domaines, l'article a une ligne directrice, qui est de prétendre que les positions philosophiques peuvent être utilisées pour contester les théories scientifiques en place et servir à élaborer de nouvelles théories.

### Erreurs
Sokal a introduit plusieurs « erreurs » volontaires dans l'article. Ainsi, les notes de bas de page (c'est un trait général de Sokal d'en user abondamment) contiennent des plaisanteries, comme celle-ci, en note 105 : « Tout comme les féministes de gauche qui se contentent généralement du pro-choix et d'un agenda minimal en matière d'égalité légale et sociale pour les femmes, les mathématiciens de gauche (et même quelques socialistes) se contentent souvent de travailler sous l'hégémonique cadre de pensée de la théorie de Zermelo Fraenkel Skolem qui, reflétant ses origines libérales du XIXe siècle, incorpore l'axiome d'égalité qui est complété par l'axiome du choix ».
L'auteur prétend dans cette note mettre en rapport des positions politiques et des axiomes mathématiques uniquement en abusant d'une homonymie, la théorie de Zermelo Fraenkel Skolem étant connue sous le nom de « théorie des classes ». C'est une manière de pousser le plus loin possible les appropriations abusives de concepts mathématiques telles que Sokal et Jean Bricmont les dénonceront plus tard dans Impostures intellectuelles.
D'autres erreurs dans les notes de bas de page sont plus subtiles. Par exemple, Sokal affirme que la théorie des nombres a été développée parce que les militaires en avaient besoin pour leurs applications à la cryptographie (ce qui est faux car la théorie des nombres a été développée avant que l'on ne découvre qu'elle pouvait être utilisée en cryptographie) en s'appuyant sur un livre qui dit le contraire (les abus de ce genre sont expliqués dans Impostures intellectuelles). En général, l'article utilise souvent un faux argument d'autorité consistant à donner une référence dont l'auteur est assez respectable pour éviter la critique (alors que justement la référence donnée ne confirme pas ce qu'il avance).

### Citations
L'article comprend plusieurs types de citations. Il utilise des citations des fondateurs de la mécanique quantique, mais uniquement des citations à portée philosophique et retirées de leur contexte, tout en les traitant comme si elles avaient valeur de démonstrations scientifiques.
La plupart des autres citations viennent d'auteurs du courant que Sokal vise justement à critiquer — les penseurs postmodernes s'exprimant sur la pensée scientifique.

## Affaire

### Témoignages
Les éditeurs de Social Text soutiennent qu'ils ont cru que l'article « était l'effort sérieux d'un scientifique professionnel d'observer un certain type d'affirmations issues de la philosophie postmoderne pour l'avancement de son domaine de recherche ». Ils indiquent aussi ceci : « Ce statut de parodie n'altère pas substantiellement notre intérêt pour l'œuvre en elle-même comme étant un document symptomatique, ». Ils ont accusé Sokal d'un manque d'éthique et ont sous-entendu qu'ils n'ont publié l'article sous sa forme originale que parce que Sokal avait refusé d'effectuer les changements qu'ils lui avaient suggérés, attitude pertinente pour un numéro spécial qu'ils étaient justement en train de préparer.
Pour Sokal, la revue a publié plusieurs articles, non sur la base de leur correction ou de leur contenu, mais simplement sur le nom de leur auteur et sur la forme du discours. « Mon but n'est pas de défendre la science des hordes de barbares de la littérature critique (nous allons bien survivre, merci), mais de protéger la gauche d'une mode. Il y a, par centaines, des enjeux politiques et économiques importants concernant les sciences et les technologies, et la sociologie des sciences, quand elle est de qualité, a accompli un gros travail de conceptualisation pour clarifier ces enjeux, tandis qu'une sociologie bâclée, comme toute science bâclée, est inutile et même contre-productive. »
Jean Bricmont souligne que le plus grave selon lui n'est pas tant qu'un tel canular ait été admis à la publication, ce qui n'est pas exceptionnel comme le montrent les autres exemples indiqués plus bas, mais que Sokal ait pu appuyer les plus absurdes de ses affirmations par des arguments d'autorité issus des courants de pensée qu'il dénonce.
Dans un entretien donné dans l'émission All Things Considered de la National Public Radio, ainsi que dans un entretien ultérieur avec la chaîne Youtube « Lumières ! », Alan Sokal a dit qu'il a été conduit à mener son « expérience » après la lecture de Superstition supérieure,. Surpris qu'un courant de pensée de la gauche radicale puisse dénigrer ainsi la science, il décida d'aller vérifier les affirmations du livre de Gross et Levitt et conclut que les deux auteurs avaient selon lui raison dans la grande majorité des cas. Soucieux d'intervenir dans le débat, mais aussi d'être efficace dans sa propre critique, il eut alors l'idée d'écrire un article non pas réprobateur, comme il en existait déjà, mais excessivement flatteur pour ses adversaires, pour révéler ensuite la supercherie si jamais l'article était accepté et publié.
Evans M. Harrell II, professeur au Georgia Institute of Technology, décrit l'article de Sokal comme « un pastiche de chantre de gauche truffé de références laudatives, de citations grandioses et de non-sens flagrants centré sur l'affirmation que la réalité physique est simplement une construction sociale »,.

### Suites
En 1997, Alan Sokal publie avec Jean Bricmont un livre intitulé Impostures intellectuelles ; ce livre est consacré à la dénonciation de l'utilisation abusive des sciences dures par les sociologues ou philosophes. Il a provoqué de nombreuses réactions de la part des auteurs concernés et de leurs partisans.
La controverse a aussi eu des répercussions sur la valeur et le rôle des comités de lecture. La revue Social Text n'avait pas de comité de lecture à cette époque. En effet, elle visait à publier des idées novatrices et ses éditeurs estimaient que l'absence de comité encourage plus de recherches originales et moins de recherches conventionnelles. En conséquence, ils faisaient confiance aux auteurs proposant des articles pour garantir l'intégrité académique de leur travail. Cette organisation rend la revue particulièrement vulnérable face à une fraude délibérée, que les éditeurs de Social Text ont qualifiée d'abus de confiance. Ils notent aussi que les comités de lecture scientifiques ne détectent pas nécessairement les fraudes comme le montre l'affaire Jan Hendrick Schön, ainsi que l'histoire des sciences en général.
L'affaire Sokal est un événement marquant de l'histoire de l'épistémologie. Elle est parfois considérée comme une illustration du refus du relativisme par les scientifiques des sciences dites dures.
En général, la réponse des partisans des courants de pensée attaqués — que l’on désigne le plus souvent par le terme de postmodernisme, ou parfois de poststructuralisme — a été de dire que loin de démonter les courants de pensée qu'il attaque, Sokal ne fait qu'illustrer l'incompréhension du monde scientifique envers ces courants, incompréhension qu'ils estiment dommageable. Cette ligne de défense (ainsi que d'autres) a cependant été sévèrement critiquée par Jacques Bouveresse dans Prodiges et vertiges de l'analogie. Stephen Hilgartner, de l'université Cornell, considère que l'affaire Sokal a été mal interprétée et, en la considérant dans son contexte, elle montre en quoi les études par les sciences humaines et sociales de la science sont nécessaires.
Une réponse particulièrement influente à cette affaire fut l’Espoir de Pandore de Bruno Latour, qui revient sur l'accusation de constructivisme social dont se voient taxées la sociologie des sciences et les science studies.
Entre 2017 et 2018, trois chercheurs américains ont employé une méthode similaire à celle de Sokal afin de dénoncer une corruption éthique et morale qui existerait selon eux dans le champ des sciences sociales. En raison du grand nombre d'études rédigées et acceptées, cette expérience a été surnommée « canular Sokal au carré » par les médias.

### Citations originales
1. ↑  (en) « publish an article liberally salted with nonsense if (a) it sounded good and (b) it flattered the editors' ideological preconceptions » (physics.nyu.edu).
2. 1 2  (en) « Transgressing the Boundaries: Towards a Transformative Hermeneutics of Quantum Gravity », sur physics.nyu.edu.
3. ↑  (en) « was the earnest attempt of a professional scientist to seek some kind of affirmation from postmodern philosophy for developments in his field ».
4. ↑  (en) « its status as parody does not alter substantially our interest in the piece itself as a symptomatic document. »
5. ↑  (en) « The parody was a pastiche of left-wing cant, fawning references, grandiose quotations, and outright nonsense, centered on the claim that physical reality is merely a social construct. »